# Rhacophorus spelaeus
Espèce
Rhacophorus spelaeus est une espèce d'amphibiens de la famille des Rhacophoridae.

## Répartition
Cette espèce est endémique de la province de Khammouane au Laos.

## Publication originale
- Orlov, Gnophanxay, Phimminith & Phomphoumy, 2010 "2009" : A New Species of Rhacophorus Genus (Amphibia: Anura: Rhacophoridae: Rhacophorinae) from Khammouan Province, Lao PDR. Russian Journal of Herpetology, vol. 16, no 4, p. 295-303.